# 切列米西諾沃區
51°53′12″N 37°15′13″E / 51.88667°N 37.25361°E
切列米西諾沃區（俄语：Черемисиновский район），是俄羅斯的一個區，位於該國西部，由庫爾斯克州負責管轄，面積813平方公里，2010年人口10,347，人口密度每平方公里12.73人。